# Walter Nessi
Walter Gerardo Nessi Aicardi (19 de marzo de 1944 - 24 de diciembre de 2020) fue un periodista y político uruguayo, quien se desempeñó como Prosecretario de la Presidencia entre 1985 y 1990.

## Primeros años
Se desempeñó como periodista desde su juventud en Teledoce (canal 12) de Montevideo. A partir de 1971 dirigió en dicho canal un programa periodístico denominado "Sábados uruguayos" de cinco horas de duración, conduciendo luego el informativo central.
También dirigió El Repórter Esso. 
En 1968 fue contratado como encargado de relaciones públicas del Ministerio de Obras Públicas.
Trabajó también en medios de prensa escrita como Mundo Uruguayo.

## Actividad política
A principios de los años 80 se desempeñó como redactor responsable del semanario Correo de los Viernes.
En las elecciones internas de 1982 integró en el puesto 40 la lista de candidatos del sector Unidad y Reforma (Lista ABX) del Partido Colorado, siendo electo convencional.
Integró la Comisión de Libertad de Prensa e Información de dicho partido.
En las elecciones de 1984 figuró en la lista 15 como tercer suplente de José Luis Batlle, noveno candidato a la Cámara de Senadores, pero la plancha solo obtuvo ocho escaños en el Senado.

## Prosecretario de la Presidencia
El 1 de marzo de 1985, al asumir Julio María Sanguinetti su primera presidencia, Nessi fue designado Prosecretario de la Presidencia de la República, acompañando al nuevo Seceretario Miguel Semino.
Ocupó el cargo durante la totalidad del mandato presidencial de Sanguinetti, junto a Semino y, a partir de noviembre de 1989, a Carlos Balsa como Secretarios. 
En marzo de 1990, al asumir el nuevo gobierno de Luis Alberto Lacalle, Balsa y Nessi fueron sucedidos respectivamente por Pablo García Pintos y Augusto Durán Martínez como Secretario y Prosecretario de la Presidencia respectivamente.

## Actividades posteriores
En años posteriores continuó vinculado a la televisión, interviniendo como productor en programas como "Casting, el desafío"y "Las novias de Travolta".
Director de la agencia publicitaria BBDO,participó como publicista en campañas electorales como la de Oscar Magurno en las elecciones departamentales de 2000  o la de Guillermo Stirling en las elecciones nacionales de 2004.
También estuvo vinculado al general y político paraguayo Lino Oviedo.
Residente en sus últimos años en Maldonado, a partir de 2013 fue accionista de Canal 7 de Punta del Este.
En 2016 participó en la fundación del Partido de la Gente liderado por Edgardo Novick,y fue miembro de su primera directiva.

## Vida personal. Fallecimiento
Era hijo de Luis Alberto Nessi y de Elisa María Aicardi, quienes se casaran en 1937.
En 1970 contrajo matrimonio con Ivonne Pintos Surmani,con quien tuvo dos hijos, Walter Diego y Silvina Sandra Nessi Pintos. 
Luego de divorciarse, en 1983 se casó nuevamente con Loreley Aldao de Pizzol,con quien  tuvo otros dos hijos, Walter Rodrigo y María Paula Nessi Aldao. 
Walter Nessi falleció el 24 de diciembre de 2020, a los 76 años de edad, como consecuencia de un ACV.